# Christian Poulsen
Christian Bjørnshøj Poulsen (Asnæs, 28 februari 1980) is een Deens voormalig profvoetballer en huidig voetbaltrainer die bij voorkeur als verdedigende middenvelder speelde. Hij begon zijn carrière bij Holbæk B&I en speelde daarna achtereenvolgens voor FC Kopenhagen, Schalke 04, Sevilla, Juventus, Liverpool, Thonon Evian, Ajax en nogmaals FC Kopenhagen. Poulsen was van 2001 tot en met 2012 international in het Deens voetbalelftal, waarvoor hij tweeënnegentig wedstrijden speelde en zes keer scoorde. Op 29 december 2016 werd bekend dat Poulsen een punt achter zijn voetbalcarrière zette.

## Clubcarrière

### Asnæs en Holbæk B&I
Omdat Poulsen werd geboren in Asnæs, begon hij met voetballen bij de lokale club Asnæs BK. Een paar jaar later verhuisde hij naar Holbæk B&I op 15-jarige leeftijd. Hier maakte hij op 17-jarige leeftijd zijn debuut bij het eerste elftal. Hij werd opgeroepen voor Denemarken onder 19 in september 1998 en speelde vier wedstrijden voor het team.

### FC Kopenhagen
In september 2000 onderging Poulsen een proefperiode bij FC Kopenhagen uit de Superligaen, waar hij binnen een week zijn eerste profcontract tekende. Poulsen maakte binnen twee seizoenen een goede indruk, als aanvallende en verdedigende middenvelder. Poulsen zette zijn stempel op het team en zorgde er mede voor dat de club in 2001/02 kampioen werd. In totaal speelde Poulsen vierenveertig officiële wedstrijden (vierendertig wedstrijden in competitieverband) voor FC Kopenhagen, waarin hij tien keer wist te scoren.

### Schalke 04
Na het WK in 2002, maakte Poulsen voor €7.000.000,- de overstap naar Schalke 04, hiermee was Poulsen op dat moment de duurste verkoop door een Deense club.
Bij de Duitse club werd Poulsen de controlerende middenvelder, hiermee nam hij de positie van Tsjechisch international Jiří Nemec over. Zijn start in Schalke werd vergemakkelijkt door het feit dat zijn teamgenoot in de Deense nationale ploeg, Ebbe Sand, ook voor de club actief was. Tijdens zijn tijd bij Schalke 04 speelde Poulsen in noodgevallen ook nog op de rechtsbackpositie.
Poulsen verloor in 2005 met Schalke de finale van de DFB-Pokal van Bayern München. Door goede prestaties tijdens dat seizoen werd hij in 2005 verkozen tot Deens voetballer van het jaar. Na vier seizoenen bij de club, waarin hij honderdtweeënzestig keer (zeven doelpunten) actief was in officiële wedstrijden, vertrok hij in de zomer van 2006 bij de club. Hij vertrok transfervrij omdat zijn contract bij Schalke afgelopen was. In 2006 won hij nogmaals de titel Deens voetballer van het jaar.

### Sevilla
Na vier seizoenen in Duitsland vertrok hij naar UEFA Cup-winnaar Sevilla. Hier werd Poulsen in het begin niet beschouwd als aankoop voor de basiself. Tijdens de eerste wedstrijden sinds zijn komst zat hij op de bank. Na verloop van tijd speelde Poulsen toch de Spaanse middenvelder Martì uit de basis. Zijn eerste prijs kwam al snel. Poulsen won in 2006 namelijk al meteen de UEFA Super Cup, waarin tegen UEFA Champions League-winnaar FC Barcelona werd gespeeld. De wedstrijd werd met 0–3 werd gewonnen en Poulsen speelde de volle negentig minuten. Aan het eind van zijn eerste seizoen vierde hij met Sevilla het voor de tweede keer op rij winnen van de UEFA Cup. Poulsen won in datzelfde seizoen ook nog de Copa del Rey. Hierdoor won Poulsen in zijn debuut seizoen met Sevilla direct drie prijzen. Het seizoen daarna won hij nog de Supercopa. In totaal speelde Poulsen in twee seizoen eenennegentig officiële wedstrijden (tweeënzestig wedstrijden in competitieverband) voor Sevilla, hierin wist hij vijf keer het net te vinden.

### Juventus
Op 14 juli 2008 werd bekend dat Juventus Poulsen officieel overnam van Sevilla. De transfersom bedroeg €9.750.000,- en Poulsen tekende een contract voor vier jaar. Op 8 februari 2009 scoorde Poulsen zijn eerste doelpunt voor Juventus tegen Calcio Catania in de negentigste minuut, waarmee Poulsen het winnende doelpunt maakte. In totaal speelde Poulsen ook bij Juventus twee seizoenen. In deze twee seizoen zesenvijftig officiële wedstrijden (zevenenveertig wedstrijden in competitieverband) voor Juventus, hierin wist hij een keer te scoren.

### Liverpool

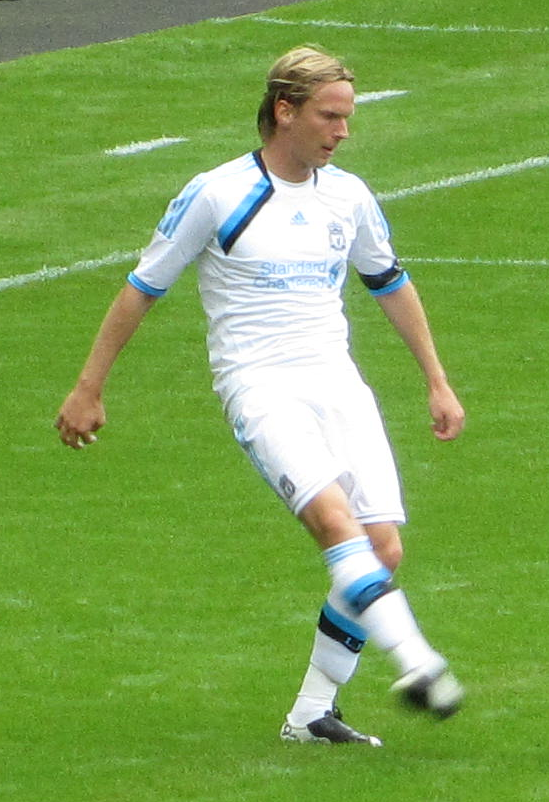
Poulsen spelend voor Liverpool in 2011

Twee jaar later tekende Poulsen, op 12 augustus 2010, een driejarig contract bij Liverpool, dat daarvoor zijn nog twee jaar doorlopende contract bij Juventus afkocht.
Een week later, op 19 augustus 2010, maakte Poulsen in de UEFA Europa League, het toernooi dat in de loop der jaren de UEFA Cup opvolgde, zijn officiële debuut voor Liverpool tegen Trabzonspor (1–0 winst).
Poulsen maakte zijn competitiedebuut voor Liverpool met een 1–0 zege tegen West Bromwich Albion, op 29 augustus 2010. Poulsen maakte zich in de loop der jaren niet al te geliefd bij Liverpool, vanwege zijn harde spel.
Na het ontslag van trainer Roy Hodgson en de benoeming van nieuwe trainer Kenny Dalglish veranderde de wind bij Liverpool. De speelstijl werd licht aangepast en onder de nieuwe trainer werd al snel duidelijk dat de jongeling Jay Spearing de voorkeur kreeg boven Poulsen.

### Thonon Évian
Op de laatste dag van de zomertransfermarkt in 2011 verruilde de Deen Liverpool voor de Franse promovendus Thonon Évian. Hier speelde hij maar een seizoen, waarna hij de club transfervrij verliet. Hij speelde vierentwintig wedstrijden in de Ligue 1 en scoorde niet.

### Ajax
Op 22 augustus 2012 werd bekendgemaakt dat Poulsen voor twee seizoenen naar Ajax vertrok. De Deen kwam transfervrij over van Thonon Évian. Trainer Frank de Boer toonde zich verheugd met de komst van de routinier: "Hij is op en top sportman en een echte leider. Dat kunnen we goed gebruiken in de jonge groep die we nu hebben."
Ajax legde Poulsen vast tot en met 30 juni 2014. Hij werd gehaald om de vertrokken Vurnon Anita te vervangen. In zijn debuutseizoen stond Poulsen geregeld in basis bij Ajax en werd hij na twaalf jaar weer landskampioen. Op 3 november 2013 speelde Poulsen zijn vijftigste officiële wedstrijd voor Ajax in de Eredivisie-wedstrijd thuis tegen Vitesse. Poulsen werd in de achtenzestigste minuut vervangen door Nicolai Boilesen in de wedstrijd die met 1–0 verloren ging. Op 13 april 2014 scoorde Poulsen zijn eerste officiële doelpunt voor Ajax in de Eredivisie-thuiswedstrijd tegen ADO Den Haag die met 3–2 werd gewonnen. Christian Poulsen maakte op 2 mei 2014 aan de clubleiding kenbaar niet in te gaan op de aanbieding om zijn aflopende contract te verlengen en zou dus na twee seizoenen vertrekken bij Ajax.

### Terugkeer bij FC Kopenhagen
Op 30 september 2014 werd bekendgemaakt dat Poulsen, na drie maanden zonder club te hebben gezeten, een contract voor een seizoen had ondertekend bij FC Kopenhagen, waarvoor hij tussen 2000 en 2002 ook speelde. Poulsen maakte op 19 oktober 2014 zijn rentree bij FC Kopenhagen in de competitie thuiswedstrijd tegen Randers, die met 1–0 werd gewonnen. Poulsen verving Nicolai Jørgensen in de achtentachtigste minuut. Zijn eenjarig contract werd na afloop van het seizoen niet verlengd.

## Carrièrestatistieken
| Seizoen         | Club            |                     | Competitie       | Competitie | Competitie | Beker | Beker | Internationaal | Internationaal | Overig | Overig | Totaal | Totaal |
| Seizoen         | Club            | Wed.                | Competitie       | Dlp.       | Wed.       | Dlp.  | Wed.  | Dlp.           | Wed.           | Dlp.   | Wed.   | Dlp.   |        |
| --------------- | --------------- | ------------------- | ---------------- | ---------- | ---------- | ----- | ----- | -------------- | -------------- | ------ | ------ | ------ | ------ |
| 2000/01         | FC Kopenhagen   | Vlag van Denemarken | Superligaen      | 15         | 2          | 0     | 0     | 0              | 0              | —      | —      | 15     | 2      |
| 2001/02         | FC Kopenhagen   | Vlag van Denemarken | Superligaen      | 30         | 8          | 0     | 0     | 3              | 0              | —      | —      | 33     | 8      |
| Club totaal     | Club totaal     | Club totaal         | Club totaal      | 45         | 10         | 0     | 0     | 3              | 0              | 0      | 0      | 48     | 10     |
| 2002/03         | Schalke 04      | Vlag van Duitsland  | Bundesliga       | 24         | 1          | 2     | 0     | 5              | 1              | 2      | 0      | 33     | 2      |
| 2003/04         | Schalke 04      | Vlag van Duitsland  | Bundesliga       | 27         | 0          | 2     | 1     | 6              | 0              | —      | —      | 35     | 1      |
| 2004/05         | Schalke 04      | Vlag van Duitsland  | Bundesliga       | 32         | 0          | 6     | 0     | 10             | 0              | —      | —      | 48     | 0      |
| 2005/06         | Schalke 04      | Vlag van Duitsland  | Bundesliga       | 28         | 2          | 2     | 0     | 14             | 1              | 2      | 0      | 46     | 3      |
| Club totaal     | Club totaal     | Club totaal         | Club totaal      | 111        | 3          | 12    | 1     | 35             | 2              | 4      | 0      | 162    | 6      |
| 2006/07         | Sevilla         | Vlag van Spanje     | Primera División | 33         | 1          | 2     | 0     | 16             | 1              | —      | —      | 51     | 2      |
| 2007/08         | Sevilla         | Vlag van Spanje     | Primera División | 29         | 3          | 0     | 0     | 10             | 0              | 1      | 0      | 40     | 3      |
| Club totaal     | Club totaal     | Club totaal         | Club totaal      | 62         | 4          | 2     | 0     | 26             | 1              | 1      | 0      | 91     | 5      |
| 2008/09         | Juventus        | Vlag van Italië     | Serie A          | 23         | 1          | 0     | 0     | 3              | 0              | —      | —      | 26     | 1      |
| 2009/10         | Juventus        | Vlag van Italië     | Serie A          | 25         | 0          | 0     | 0     | 6              | 0              | —      | —      | 31     | 0      |
| Club totaal     | Club totaal     | Club totaal         | Club totaal      | 48         | 1          | 0     | 0     | 9              | 0              | 9      | 0      | 57     | 1      |
| 2010/11         | Liverpool       | Vlag van Engeland   | Premier League   | 12         | 0          | 0     | 0     | 9              | 0              | —      | —      | 21     | 0      |
| Club totaal     | Club totaal     | Club totaal         | Club totaal      | 12         | 0          | 0     | 0     | 9              | 0              | 0      | 0      | 21     | 0      |
| 2011/12         | Thonon Évian    | Vlag van Frankrijk  | Ligue 1          | 24         | 0          | 0     | 0     | —              | —              | —      | —      | 24     | 0      |
| Club totaal     | Club totaal     | Club totaal         | Club totaal      | 24         | 0          | 0     | 0     | 0              | 0              | 0      | 0      | 24     | 0      |
| 2012/13         | Ajax            | Vlag van Nederland  | Eredivisie       | 25         | 0          | 4     | 0     | 8              | 0              | 0      | 0      | 37     | 0      |
| 2013/14         | Ajax            | Vlag van Nederland  | Eredivisie       | 29         | 1          | 6     | 0     | 8              | 0              | 0      | 0      | 43     | 1      |
| Club totaal     | Club totaal     | Club totaal         | Club totaal      | 54         | 1          | 10    | 0     | 16             | 0              | 0      | 0      | 80     | 1      |
| 2014/15         | FC Kopenhagen   | Vlag van Denemarken | Superligaen      | 16         | 1          | 4     | 0     | 0              | 0              | —      | —      | 20     | 1      |
| Club totaal 1   | Club totaal 1   | Club totaal 1       | Club totaal 1    | 61         | 11         | 4     | 0     | 3              | 0              | 0      | 0      | 68     | 11     |
| Carrière totaal | Carrière totaal | Carrière totaal     | Carrière totaal  | 370        | 20         | 28    | 1     | 89             | 3              | 14     | 0      | 501    | 24     |

Bijgewerkt t/m 9 juni 2015 
1 N.B. Dit betreft een clubtotaal, dus een totaal van beide periodes bij FC Kopenhagen.

## Interlandcarrière
Poulsen speelde op 10 november 2001 tegen Nederland zijn eerste interland voor het Deense nationale team. Daarmee was hij vervolgens actief op het WK 2002, EK 2004 en WK 2010. Poulsen nam met Denemarken ook deel aan het EK voetbal 2012 in Polen en Oekraïne, waar de ploeg van bondscoach Morten Olsen in de groepsfase werd uitgeschakeld. Op de verrassende 1–0-overwinning op Nederland volgden nederlagen tegen Portugal (2–3) en Duitsland (1–2), waardoor de Denen als derde eindigden in groep B. Poulsen kondigde op maandag 6 augustus het einde van zijn interlandloopbaan aan. Voor het Deens voetbalelftal speelde hij in totaal tweeënnegentig interlands en scoorde zes doelpunten
| Interlands van Christian Poulsen voor Denemarken | Interlands van Christian Poulsen voor Denemarken | Interlands van Christian Poulsen voor Denemarken | Interlands van Christian Poulsen voor Denemarken | Interlands van Christian Poulsen voor Denemarken | Interlands van Christian Poulsen voor Denemarken |
| №                                                | Datum                                            | Wedstrijd                                        | Uitslag                                          | Competitie                                       | Doelpunten                                       |
| Als speler van FC Kopenhagen                     | Als speler van FC Kopenhagen                     | Als speler van FC Kopenhagen                     | Als speler van FC Kopenhagen                     | Als speler van FC Kopenhagen                     | Als speler van FC Kopenhagen                     |
| ------------------------------------------------ | ------------------------------------------------ | ------------------------------------------------ | ------------------------------------------------ | ------------------------------------------------ | ------------------------------------------------ |
| 1                                                | 10-11-2001                                       | Denemarken – Nederland                           | 1 – 1                                            | Vriendschappelijk                                | 0                                                |
| 2                                                | 27-03-2002                                       | Ierland – Denemarken                             | 3 – 0                                            | Vriendschappelijk                                | 0                                                |
| 3                                                | 17-04-2002                                       | Denemarken – Israël                              | 3 – 1                                            | Vriendschappelijk                                | 0                                                |
| 4                                                | 26-05-2002                                       | Denemarken – Tunesië                             | 2 – 1                                            | Vriendschappelijk                                | 0                                                |
| 5                                                | 01-06-2002                                       | Uruguay – Denemarken                             | 1 – 2                                            | WK Groepsfase 2002                               | 0                                                |
| 6                                                | 06-06-2002                                       | Senegal – Denemarken                             | 1 – 1                                            | WK Groepsfase 2002                               | 0                                                |
| 7                                                | 11-06-2002                                       | Denemarken – Frankrijk                           | 2 – 0                                            | WK Groepsfase 2002                               | 0                                                |
| Als speler van FC Schalke 04                     |                                                  |                                                  |                                                  |                                                  |                                                  |
| 8                                                | 21-08-2002                                       | Schotland – Denemarken                           | 0 – 1                                            | Vriendschappelijk                                | 0                                                |
| 9                                                | 07-09-2002                                       | Noorwegen – Denemarken                           | 2 – 2                                            | EK-kwalificatie 2004                             | 0                                                |
| 10                                               | 12-10-2002                                       | Denemarken – Luxemburg                           | 2 – 0                                            | EK-kwalificatie 2004                             | 0                                                |
| 11                                               | 20-11-2002                                       | Denemarken – Polen                               | 2 – 0                                            | Vriendschappelijk                                | 0                                                |
| 12                                               | 12-02-2003                                       | Egypte – Denemarken                              | 1 – 4                                            | Vriendschappelijk                                | 0                                                |
| 13                                               | 29-03-2003                                       | Roemenië – Denemarken                            | 2 – 5                                            | EK-kwalificatie 2004                             | 0                                                |
| 14                                               | 20-08-2003                                       | Denemarken – Finland                             | 1 – 1                                            | Vriendschappelijk                                | 0                                                |
| 15                                               | 10-09-2003                                       | Denemarken – Roemenië                            | 2 – 2                                            | EK-kwalificatie 2004                             | 0                                                |
| 16                                               | 11-10-2003                                       | Bosnië en Herzegovina – Denemarken               | 1 – 1                                            | EK-kwalificatie 2004                             | 0                                                |
| 17                                               | 30-05-2004                                       | Estland – Denemarken                             | 2 – 2                                            | Vriendschappelijk                                | 0                                                |
| 18                                               | 05-06-2004                                       | Denemarken – Kroatië                             | 1 – 2                                            | Vriendschappelijk                                | 0                                                |
| 19                                               | 14-06-2004                                       | Denemarken – Italië                              | 0 – 0                                            | EK groepsfase 2004                               | 0                                                |
| 20                                               | 22-06-2004                                       | Denemarken – Zweden                              | 2 – 2                                            | EK groepsfase 2004                               | 0                                                |
| 21                                               | 27-06-2004                                       | Tsjechië – Denemarken                            | 3 – 0                                            | EK kwartfinale 2004                              | 0                                                |
| 22                                               | 18-08-2004                                       | Polen – Denemarken                               | 1 – 5                                            | Vriendschappelijk                                | 0                                                |
| 23                                               | 04-09-2004                                       | Denemarken – Oekraïne                            | 1 – 1                                            | WK-kwalificatie 2006                             | 0                                                |
| 24                                               | 09-10-2004                                       | Albanië – Denemarken                             | 0 – 2                                            | WK-kwalificatie 2006                             | 0                                                |
| 25                                               | 13-10-2004                                       | Denemarken – Turkije                             | 1 – 1                                            | WK-kwalificatie 2006                             | 0                                                |
| 26                                               | 17-11-2004                                       | Georgië – Denemarken                             | 2 – 2                                            | WK-kwalificatie 2006                             | 0                                                |
| 27                                               | 09-02-2005                                       | Griekenland – Denemarken                         | 2 – 1                                            | WK-kwalificatie 2006                             | 0                                                |
| 28                                               | 26-03-2005                                       | Denemarken – Kazachstan                          | 3 – 0                                            | WK-kwalificatie 2006                             | 1                                                |
| 29                                               | 30-03-2005                                       | Oekraïne – Denemarken                            | 1 – 0                                            | WK-kwalificatie 2006                             | 0                                                |
| 30                                               | 02-06-2005                                       | Finland – Denemarken                             | 0 – 1                                            | Vriendschappelijk                                | 0                                                |
| 31                                               | 08-06-2005                                       | Denemarken – Albanië                             | 3 – 1                                            | WK-kwalificatie 2006                             | 0                                                |
| 32                                               | 17-08-2005                                       | Denemarken – Engeland                            | 4 – 1                                            | Vriendschappelijk                                | 0                                                |
| 33                                               | 03-09-2005                                       | Turkije – Denemarken                             | 2 – 2                                            | WK-kwalificatie 2006                             | 0                                                |
| 34                                               | 07-09-2005                                       | Denemarken – Georgië                             | 6 – 1                                            | WK-kwalificatie 2006                             | 1                                                |
| 35                                               | 08-10-2005                                       | Denemarken – Griekenland                         | 1 – 0                                            | WK-kwalificatie 2006                             | 0                                                |
| 36                                               | 12-10-2005                                       | Kazachstan – Denemarken                          | 1 – 2                                            | WK-kwalificatie 2006                             | 0                                                |
| 37                                               | 01-03-2006                                       | Israël – Denemarken                              | 0 – 2                                            | Vriendschappelijk                                | 0                                                |
| 38                                               | 27-05-2006                                       | Denemarken – Paraguay                            | 1 – 1                                            | Vriendschappelijk                                | 0                                                |
| 39                                               | 31-05-2006                                       | Frankrijk – Denemarken                           | 2 – 0                                            | Vriendschappelijk                                | 0                                                |
| Als speler van Sevilla FC                        |                                                  |                                                  |                                                  |                                                  |                                                  |
| 40                                               | 01-09-2006                                       | Denemarken – Portugal                            | 4 – 2                                            | Vriendschappelijk                                | 0                                                |
| 41                                               | 06-09-2006                                       | IJsland – Denemarken                             | 0 – 2                                            | EK-kwalificatie 2008                             | 0                                                |
| 42                                               | 07-10-2006                                       | Denemarken – Noord-Ierland                       | 0 – 0                                            | EK-kwalificatie 2008                             | 0                                                |
| 43                                               | 11-06-2006                                       | Liechtenstein – Denemarken                       | 0 – 4                                            | EK-kwalificatie 2008                             | 0                                                |
| 44                                               | 15-11-2006                                       | Tsjechië – Denemarken                            | 1 – 1                                            | Vriendschappelijk                                | 0                                                |
| 45                                               | 06-02-2007                                       | Australië – Denemarken                           | 1 – 3                                            | Vriendschappelijk                                | 0                                                |
| 46                                               | 24-03-2007                                       | Spanje – Denemarken                              | 2 – 1                                            | EK-kwalificatie 2008                             | 0                                                |
| 47                                               | 28-03-2007                                       | Duitsland – Denemarken                           | 0 – 1                                            | Vriendschappelijk                                | 0                                                |
| 48                                               | 02-06-2007                                       | Denemarken – Zweden                              | 3 – 3                                            | EK-kwalificatie 2008                             | 0                                                |
| 49                                               | 13-10-2007                                       | Denemarken – Spanje                              | 1 – 3                                            | EK-kwalificatie 2008                             | 0                                                |
| 50                                               | 17-10-2007                                       | Denemarken – Letland                             | 3 – 1                                            | EK-kwalificatie 2008                             | 0                                                |
| 51                                               | 17-11-2007                                       | Noord-Ierland – Denemarken                       | 2 – 1                                            | EK-kwalificatie 2008                             | 0                                                |
| 52                                               | 21-11-2007                                       | Nederland – IJsland                              | 3 – 0                                            | EK-kwalificatie 2008                             | 0                                                |
| 53                                               | 06-02-2008                                       | Slovenië – Denemarken                            | 1 – 2                                            | Vriendschappelijk                                | 0                                                |
| 54                                               | 26-03-2008                                       | Denemarken – Tsjechië                            | 1 – 1                                            | Vriendschappelijk                                | 0                                                |
| 55                                               | 29-05-2008                                       | Nederland – Denemarken                           | 1 – 1                                            | Vriendschappelijk                                | 1                                                |
| 56                                               | 01-06-2008                                       | Polen – Denemarken                               | 1 – 1                                            | Vriendschappelijk                                | 0                                                |
| Als speler van Juventus FC                       |                                                  |                                                  |                                                  |                                                  |                                                  |
| 57                                               | 20-08-2008                                       | Denemarken – Spanje                              | 0 – 3                                            | Vriendschappelijk                                | 0                                                |
| 58                                               | 06-09-2008                                       | Hongarije – Denemarken                           | 0 – 0                                            | WK-kwalificatie 2010                             | 0                                                |
| 59                                               | 10-09-2008                                       | Portugal – Denemarken                            | 2 – 3                                            | WK-kwalificatie 2010                             | 1                                                |
| 60                                               | 11-10-2008                                       | Denemarken – Malta                               | 3 – 0                                            | WK-kwalificatie 2010                             | 0                                                |
| 61                                               | 11-02-2009                                       | Griekenland – Denemarken                         | 1 – 1                                            | Vriendschappelijk                                | 0                                                |
| 62                                               | 28-03-2009                                       | Malta – Denemarken                               | 0 – 3                                            | WK-kwalificatie 2010                             | 0                                                |
| 63                                               | 01-04-2009                                       | Denemarken – Albanië                             | 3 – 0                                            | WK-kwalificatie 2010                             | 1                                                |
| 64                                               | 06-06-2009                                       | Zweden – Denemarken                              | 0 – 1                                            | WK-kwalificatie 2010                             | 0                                                |
| 65                                               | 12-08-2009                                       | Denemarken – Chili                               | 1 – 2                                            | Vriendschappelijk                                | 0                                                |
| 66                                               | 05-09-2009                                       | Denemarken – Portugal                            | 1 – 1                                            | WK-kwalificatie 2010                             | 0                                                |
| 67                                               | 09-09-2009                                       | Albanië – Denemarken                             | 1 – 1                                            | WK-kwalificatie 2010                             | 0                                                |
| 68                                               | 10-10-2009                                       | Denemarken – Zweden                              | 1 – 0                                            | WK-kwalificatie 2010                             | 0                                                |
| 69                                               | 14-10-2009                                       | Denemarken – Hongarije                           | 0 – 1                                            | WK-kwalificatie 2010                             | 0                                                |
| 70                                               | 14-11-2009                                       | Denemarken – Zuid-Korea                          | 0 – 0                                            | Vriendschappelijk                                | 0                                                |
| 71                                               | 18-11-2009                                       | Denemarken – Verenigde Staten                    | 3 – 1                                            | Vriendschappelijk                                | 0                                                |
| 72                                               | 27-05-2010                                       | Denemarken – Senegal                             | 2 – 0                                            | Vriendschappelijk                                | 1                                                |
| 73                                               | 01-06-2010                                       | Australië – Denemarken                           | 1 – 0                                            | Vriendschappelijk                                | 0                                                |
| 74                                               | 05-06-2010                                       | Zuid-Afrika – Denemarken                         | 1 – 0                                            | Vriendschappelijk                                | 0                                                |
| 75                                               | 14-06-2010                                       | Denemarken – Nederland                           | 0 – 2                                            | WK Groepsfase 2010                               | 0                                                |
| 76                                               | 19-06-2010                                       | Kameroen – Denemarken                            | 1 – 2                                            | WK Groepsfase 2010                               | 0                                                |
| 77                                               | 24-06-2010                                       | Japan – Denemarken                               | 3 – 1                                            | WK Groepsfase 2010                               | 0                                                |
| Als speler van Liverpool FC                      |                                                  |                                                  |                                                  |                                                  |                                                  |
| 78                                               | 07-09-2010                                       | Denemarken – IJsland                             | 1 – 0                                            | EK-kwalificatie 2012                             | 0                                                |
| 79                                               | 08-10-2010                                       | Portugal – Denemarken                            | 3 – 1                                            | EK-kwalificatie 2012                             | 0                                                |
| 80                                               | 12-10-2010                                       | Denemarken – Cyprus                              | 2 – 0                                            | EK-kwalificatie 2012                             | 0                                                |
| 81                                               | 17-11-2010                                       | Denemarken – Tsjechië                            | 0 – 0                                            | Vriendschappelijk                                | 0                                                |
| 82                                               | 09-02-2011                                       | Denemarken – Engeland                            | 1 – 2                                            | Vriendschappelijk                                | 0                                                |
| 83                                               | 26-03-2011                                       | Noorwegen – Denemarken                           | 1 – 1                                            | EK-kwalificatie 2012                             | 0                                                |
| 84                                               | 04-06-2011                                       | IJsland – Denemarken                             | 0 – 2                                            | EK-kwalificatie 2012                             | 0                                                |
| 85                                               | 10-08-2011                                       | Schotland – Denemarken                           | 2 – 1                                            | Vriendschappelijk                                | 0                                                |
| Als speler van Evian Thonon Gaillard FC          |                                                  |                                                  |                                                  |                                                  |                                                  |
| 86                                               | 07-10-2011                                       | Cyprus – Denemarken                              | 1 – 4                                            | EK-kwalificatie 2012                             | 0                                                |
| 87                                               | 11-10-2011                                       | Denemarken – Portugal                            | 2 – 1                                            | EK-kwalificatie 2012                             | 0                                                |
| 88                                               | 11-11-2011                                       | Denemarken – Zweden                              | 2 – 0                                            | Vriendschappelijk                                | 0                                                |
| 89                                               | 15-11-2011                                       | Denemarken – Finland                             | 2 – 1                                            | Vriendschappelijk                                | 0                                                |
| 90                                               | 29-02-2012                                       | Denemarken – Rusland                             | 0 – 2                                            | Vriendschappelijk                                | 0                                                |
| 91                                               | 26-05-2012                                       | Brazilië – Denemarken                            | 3 – 1                                            | Vriendschappelijk                                | 0                                                |
| 92                                               | 17-06-2012                                       | Denemarken – Duitsland                           | 1 – 2                                            | EK Groepsfase 2012                               | 0                                                |

Bijgewerkt t/m 17-06-2013

## Trainerscarrière

### Boldklubben 1893
In juli 2017 werd Poulsen aangesteld als individuele trainer bij Boldklubben. In september 2018 vertrok Poulsen bij de club.

### Ajax
Op 18 september 2018 keerde Poulsen terug bij Ajax in de rol van stagiar bij de technische staf van hoofdtrainer Erik ten Hag. Na een succesvolle stageperiode werd Poulsen in juli 2019 onder hoofdtrainer Erik ten Hag aangesteld als assistent-trainer bij Ajax. Poulsen volgde hiermee de naar Hoffenheim vertrokken Alfred Schreuder op.

## Erelijst
Als speler
| Competitie           |               |                  |               |               |
| Competitie           | Aantal        | Jaren            |               |               |
| FC Kopenhagen        | FC Kopenhagen | FC Kopenhagen    | FC Kopenhagen | FC Kopenhagen |
| -------------------- | ------------- | ---------------- | ------------- | ------------- |
| Superligaen          | 1x            | 2000/01          |               |               |
| Landspokalturnering  | 1x            | 2014/15          |               |               |
| Schalke 04           |               |                  |               |               |
| Internationaal       |               |                  |               |               |
| UEFA Intertoto Cup   | 1x            | 2004             |               |               |
| Nationaal            |               |                  |               |               |
| DFB-Ligapokal        | 1x            | 2005             |               |               |
| Sevilla              |               |                  |               |               |
| Internationaal       |               |                  |               |               |
| UEFA Cup             | 1x            | 2006/07          |               |               |
| UEFA Super Cup       | 1x            | 2006             |               |               |
| Nationaal            |               |                  |               |               |
| Copa del Rey         | 1x            | 2006/07          |               |               |
| Supercopa de España  | 1x            | 2008             |               |               |
| Ajax                 |               |                  |               |               |
| Eredivisie           | 2x            | 2012/13, 2013/14 |               |               |
| Johan Cruijff Schaal | 1x            | 2013             |               |               |

Individueel als speler
| Deens Voetballer van het Jaar | 2x | 2005, 2006 |
| Deens Talent van het Jaar     | 1x | 2001       |

Als assistent-trainer
| Eredivisie           | 2x | 2018/19, 2020/21 |
| Johan Cruijff Schaal | 1x | 2019             |
| KNVB Beker           | 1x | 2020/21          |

## Privéleven
Poulsen is getrouwd met Julie-Marie Bjørnshøj. Samen hebben zij drie kinderen: een dochter en twee zoons.